# Coquerel-szifaka
A Coquerel-szifaka (Propithecus coquereli) az emlősök (Mammalia) osztályába, a főemlősök (Primates) rendjébe és az ugrómakifélék (Indriidae) családjába tartozó faj.
A popkultúrában az Állatkert a hátizsákban című gyermekműsor állati szereplőjeként, Zoboomafoo-ként ismert. A fajt Charles Coquerel francia entomológusról nevezték el.

## Elterjedése
A Coquerel-szifaka Madagaszkáron őshonos. A száraz lombhullató erdőkben él a Betsiboka-folyótól északra és keletre. Északon Bealananáig, délen Ambato-Boeniig, keleten pedig Antetemasy környékén is megfigyelték. Megtalálható az Ankarafantsika Nemzeti Parkban, valamint a Bora Különleges Rezervátumban is. Továbbá dokumentált megfigyelések történtek Baie de Mahajamba tengerparti mangroveerdeiben.
A régi-és másodlagos növekedésű, vegyes lombhullató és örökzöld fás erdőkben él, a tengerszint feletti 300 méteres magasságig. A töredezett erdőfoltok közötti vándorlásai során még a cserjés élőhelyeken is áthaladhat.

## Megjelenése

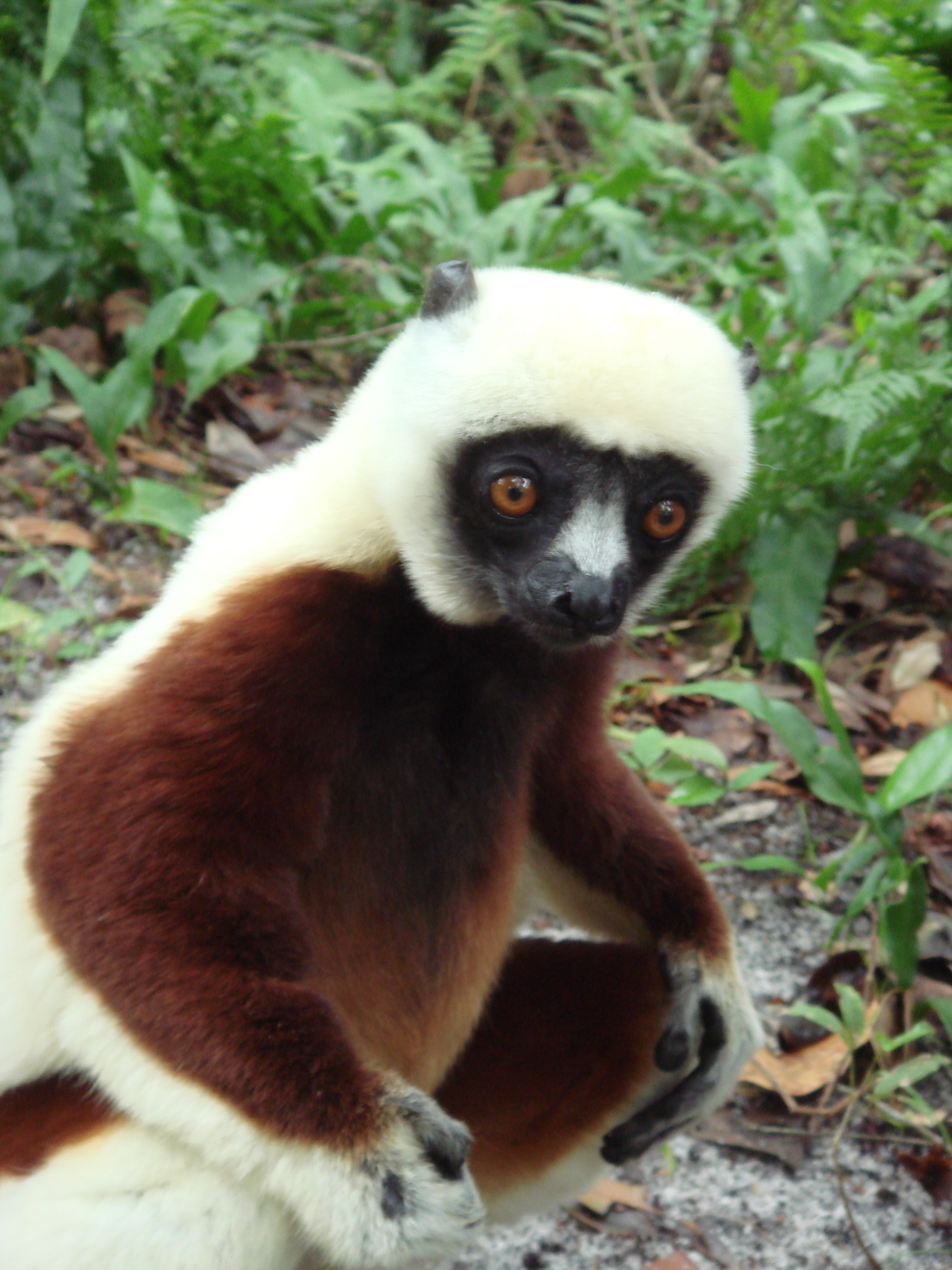

A Coquerel-szifaka háti szőrzete és végtagjai túlnyomórészt fehérek. A karokon, a combokon és a mellkason nagy csokoládébarna minták vannak, amelyek méretükben és elhelyezkedésükben kissé eltérhetnek egymástól. Szőrzete igen sűrű. A háta lehet halvány ezüstszürke vagy barna, míg a farok színe az ezüstszürkétől a fehérig terjed. A pofát rövid fehér szőrök takarják, az arcbőre pedig fekete. Kicsi, fekete füle van, amelyek átnyúlnak a környező szőrzeten. A hím a nősténytől a környező bőrt és szőrt tarkító guláris (torok) mirigyről, valamint a perianális bőr sötétvörös-barna színe alapján különböztethető meg. A felnőtt állat testtömege 3,7-4,3 kg között mozog.

## Életmódja
Nappali életmódú, 3-10 egyedből álló csoportokban él. Főleg a fákon töltik idejüket és függőleges testtartást tartanak, miközben a hátsó lábakkal több mint 6 métert ugranak egyetlen kötésben. Elsődleges mozgásmódjuk a "függőleges kapaszkodás és ugrás". Nyugalmi állapotban a testet függőlegesen a fa törzséhez vagy az ágához nyomja. Időnként leereszkedik a lombkoronáról, hogy az erdőfoltok között mozogjon, vagy lehullott táplálékot keressen. Amikor a földön közlekedik, akkor két lábon ugrál, közben hosszú karjait az egyensúlyozás miatt felemelve tartjai. Az egyedek csoporton belüli társas tisztálkodása fontos szerepet játszik a szociális kapcsolatok és a csoporton belüli hierarchia kialakításában és fenntartásában. Nedves évszakban gyakran játszanak egymással.
Coquerel-szifaka csoportjai matriarchálisak, vagyis a csoportot egy domináns nőstény vezeti. A nőstények általában a születési csoportjukkal maradnak, míg a hímek kénytelenek szétszóródni az ivarérettség elérésekor. A hímek gyakran csoportot váltanak, és ritka, hogy 8 évnél tovább maradnak egyetlen csoportban. Néha a nőstények is elhagyják a születési csoportjukat, ez azonban csak akkor fordul elő, ha nagy számban vannak pározatlan felnőtt nőstények. A nőstények általában dominánsabbak a hímeknél, és agressziót alkalmazhatnak a kívánt táplálék biztosítására vagy a szexuális befogadás szabályozására. Ha a hím nem engedelmeskedik, a nőstény hirtelen neki megy, megütheti vagy megharaphatja a tarkóját vagy a végtagjait. A hím behódolása testtartással mutatkozik meg, amely magában foglalja a meglapulást, a farkának a lábai közé forgatását vagy a fogak grimasz közbeni kimutatását. A hímek vokalizáción keresztül is mutathatnak alázatosságot, ami elsősorban lágy hívásokat foglal magában. Úgy tűnik, hogy a csoporttagság és a "nőuralom" nem csökken az életkorral.
Éretlen-és érett leveleket, magvakat, virágokat, gyümölcsöt és kérget eszik. Tápláléka nagyrészt levelekből áll, fogai pedig jól alkalmazkodtak a növényi anyagok szeleteléséhez és őrléséhez. Teljes étrendje 75-100 különböző növényfajt tartalmaz; azonban az esetek 60-80%-ában ezeknek a fajoknak csak 10%-ával táplálkozik. Feltételezték, hogy a Coquerel-szifaka táplálkozás terén opportunista, mivel az étrendjének domináns növényei az évszaknak megfelelően változnak. Megnagyobbodott vakbele és vastagbele elősegíti az erősen rostos táplálék emésztését. Emésztetlen babot találtak a székletben, és azt javasolták, hogy a táplálékot a bélből nyerjék, nem pedig magából a babból. A Duke Lemur Center fogságban élő egyedeit elsősorban csillogó levelű szömörcével és mimózával etetik. A nap 30-40%-át takarmánykereséssel töltik, a csúcstevékenység reggel, délben és késő délután következik be. Az evési időket pihenés választja el, a táplálékkereséskor a saját területükön belül maradnak, valamint az idő nagy részét egy központi területen töltik. A nemek közötti agresszió nagy része a táplálkozással kapcsolatos. A nőstények általában dominanciát mutatnak a táplálékkeresés közben. A nőstények dominanciája a táplálkozás során valószínűleg fontos szerepet játszhat a terhesség és a laktáció során. A nőstények általában úgy gyakorolják a dominanciát, hogy szabályozzák az előnyben részesített táplálékhoz vagy etetési területekhez való hozzáférést azáltal, hogy elsőként Ők táplálkoznak, amíg meg nem elégednek, majd lehetővé teszik a hímek számára, hogy hozzáférjenek a táplálékhoz.
Természetes ragadozói a sólyomfélék és más ragadozó madarak, a kígyók és Madagaszkár emlős csúcsragadozója, a fossza. A repülő ragadozók elsősorban a kölykökre jelenetek fenyegetést. A betelepített ragadozók közül az elvadult kutyák, macskák, az indiai cibetmacska és az egyiptomi mongúz jelentenek veszélyt. A vélt vagy valós ragadozó közeledtére az egyedek riasztják egymást. A légi ragadozó közeledtére üvöltő ugatás, a szárazföldi ragadozóéra a "szifaka" hívás történik.

## Szaporodása
A Coquerel-szifakának szinkronizált ivarzása van, amely január és február között történik. A pontos időzítés a nőstényeknél a prekopulációs periódusban észlelt kétnapos szeméremtest kipirulása alapján állapítható meg. A nőstények párosodhatnak a csoporton belüli hímekkel vagy a látogató csoportokból származó hímekkel egyaránt. Párzási rendszere a poliandria (egy nőstény több hímmel), ami összezavarhatja az apaságot, és megakadályozhatja a hímek kölyökgyilkosságait. A hímek küzdenek azért, hogy az ivarzó nőstényekhez hozzájussanak, de a győztes nem mindig párosodik. Úgy tűnik, hogy a Coquerel-szifaka az öregedéstől függetlenül képes tovább szaporodni. A feljegyzett legidősebb szaporodó egyed 24 éves volt, és ismeretes, hogy életük utolsó évében is szaporodhatnak.
A vemhesség körülbelül 162 napig tart. Általában egyetlen kölyök jön világra a száraz évszakban, amely június és július között van. Az újszülött kölyök születéskor 85-115 g tömegű, átlagos súlya 100 g. A kölyök utazás közben körülbelül 1 hónapos koráig ragaszkodik az anya hasához, ekkor költözik a hátára. Az elválasztás nedves évszakban történik, amikor a kölyök 5-6 hónapos, és 6 hónap után teljesen függetlenné válik. 1-5 év alatt éri el a felnőtt méretet az élőhely feltételeitől és a rendelkezésre álló táplálékkínálattól függően. Mindkét nem 2-3,5 éves kora között éri el az ivarérettséget. Ismeretes, hogy a nőstények átlagban 3 éves korukban szülnek először, míg egyesek 6 éves korukban hozták világra első kölyküket. A hibridizáció megtörténhet olyan közeli rokon fajokkal, mint a Verreaux-szifaka, amelynek a Coquerel-szikatát egykoron az alfajának gondoltak.
Csoportonként maximum 2 utód születik évente, feltehetően a magas szaporodási költségek miatt. A nőstények kétévente szülnek, és az ellés előtt és alatt növelniük kell az anyagcseréjüket. A legtöbb emlőshöz hasonlóan a szaporodás energetikailag legdrágább része a laktáció, amely a száraz évszakban következik be, és 5-6 hónapig tart. Bár ritka, de megfigyelték, hogy a hímek és a fiatalok kölyköket hordoznak. Az apai gondoskodásról korlátozott információ áll rendelkezésre, azonban a csoport legmagasabb rangú hímje korlátozott segítséget nyújt a kölykök felnevelésébe.
A vadonban átlag 27-30 év között él. A vadon élő legidősebb ismert egyed 30 éves volt. Fogságban 25-30 év között élhet, az eddigi leghosszabb ideig élt fogságban tartott egyed, akit a Duke Lemur Centerben tartottak, 31 évig élt.

## Természetvédelmi helyzete
A Természetvédelmi Világszövetség (IUCN) vörös listája a súlyosan veszélyeztetett fajok közé sorolja. A legközvetlenebb fenyegetés az erdőirtás és az égetéses gazdálkodás miatti élőhely-csökkenés. A fákat gazdálkodás, állattenyésztés vagy széntermelés céljából irtják ki. Az erdőirtás amellett, hogy csökkenti a faj potenciális élőhelyének mennyiségét, csökkenti a táplálék elérhetőségét is. A vadászat által okozott nyomás szintén komoly gondot okoz. Jelenleg két védett területen található: az Ankarafantsika Nemzeti Parkban és a Bora Különleges Rezervátumban. Az illegális vadászat azonban ezeken a területeken is gyakori. A betelepített ragadozók terjeszkedése szintén negatívan érinti a faj állományát. A madagaszkári PAW (Projects for Animal Welfare) 2011-ben alakult a behurcolt macskák és kutyák által okozott fenyegetés leküzdésére. A csoport egy nonprofit szervezet, amely a szigeten élő elvadult macska- és kutyapopuláció ivartalanítására törekszik, hogy kevésbé fenyegessék az őshonos élővilágot. A Coquerel-szifaka szerepel a Washingtoni egyezmény (CITES) 1.-es függelékében.

## Fordítás
- Ez a szócikk részben vagy egészben  a   Coquerel's sifaka című angol Wikipédia-szócikk fordításán alapul.  Az eredeti cikk szerkesztőit annak laptörténete sorolja fel. Ez a jelzés csupán a megfogalmazás eredetét és a szerzői jogokat jelzi, nem szolgál a cikkben szereplő információk forrásmegjelöléseként.